# Château d'eau de la source d'Arcier
Le château d'eau de la source d'Arcier, dit réservoir Saint Jean, est un château d'eau situé à Besançon dans le département français du Doubs.

## Localisation
L'édifice est situé à l'angle des rues du Cingle et du Palais, au pied nord-ouest de la citadelle. Il occupe le centre ce qui était autrefois la place du Palais.

## Histoire
Dès le IIe siècle, les eaux des sources d'Arcier étaient captées et transportées à Vesontio, le futur Besançon, par l'aqueduc d'Arcier. Elles se déversaient dans un collecteur situé aujourd'hui sous le square Castan.
Les parties aériennes de l'aqueduc seront détruites au milieu du Ve siècle, à la suite de quoi il ne sera jamais remis en service.
Au XIXe siècle, il devient urgent de subvenir aux besoins croissants en eau de l'agglomération et c'est ainsi que le 20 mars 1837 le conseil municipal adopte le projet de conduite des eaux d'Arcier à Besançon, qu'entre 1843 et 1848 des études sont menées, et qu'entre 1850 et 1854 les travaux sont exécutés : nouvel aqueduc en maçonnerie (sauf quatre sections en conduites) parallèle au premier, châteaux d'eau de Saint-Jean et fort Griffon, conduites de distribution dans la Boucle, remaniement de la fontaine de la place de la Révolution, dite du retour des eaux d'Arcier, et quelques égouts.
L'eau du nouvel aqueduc aboutit par gravité au réservoir Saint-Jean, dont le radier, à 262,09 m d'altitude, est plus haut que le collecteur gallo-romain d'environ 8 m. De là partaient deux conduites principales empruntant les rues Mégevand et des Granges. Ces conduites desservaient par piquage les autres rues du centre historique avant de se rejoindre au pont Battant qu'elles traversaient, puis elles se raccordaient au réservoir souterrain du fort Griffon, dont le radier était à peine plus bas que celui de Saint-Jean, ce qui permettait également l'écoulement par gravité. La pose, en 1879, d'une conduite spécifique entre les deux réservoirs supprimera la pénurie d'eau à Griffon lors des pics de consommation des habitants de la Boucle.
L'eau des réservoirs de la ville est traitée au chlore à partir de 1915, puis en 1935, une usine est construite sur le parcours de l'aqueduc d'Arcier, au lieu-dit La Malate, afin d'assurer un traitement complet.
Le château d'eau de la source d'Arcier fait l’objet d’une inscription au titre des monuments historiques depuis le 12 avril 1926. 
Par ailleurs, un dossier constitué à partir de 2016, en vue de l'inscription à l'inventaire des monuments historiques des vestiges de l'aqueduc romain, a abouti en octobre 2021.

## Architecture

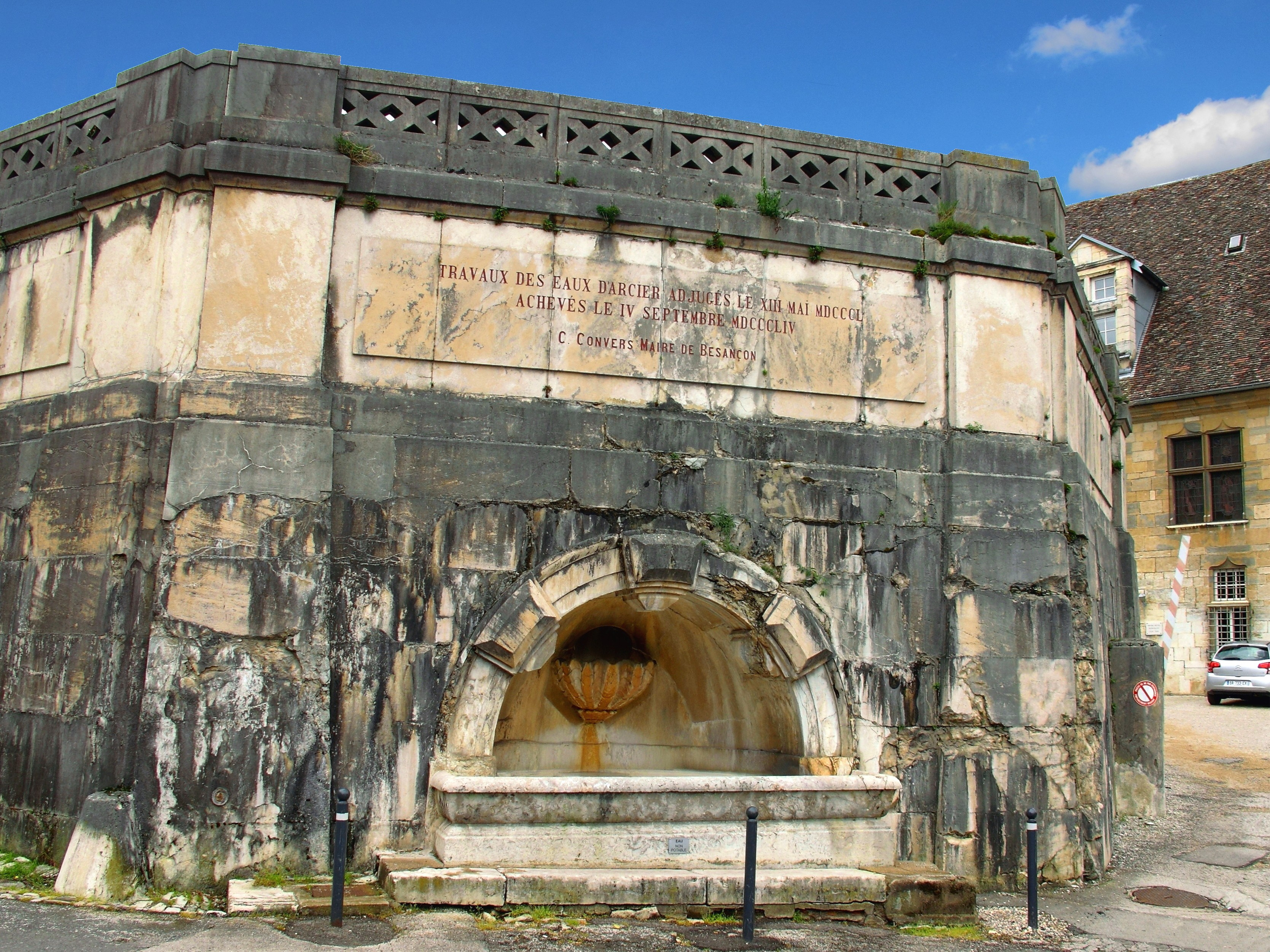
La fontaine du château d'eau.

Construit avant la mise au point du béton, le château d'eau est réalisé en maçonnerie et parement. Il se présente sous forme d'un rectangle de 36 m sur 20 m aux angles coupés dont la couverture horizontale est soutenue par une soixantaine de colonnes. Sa capacité est de 2 266 m3.
La fontaine Saint Jean est intégrée d'origine dans le mur avant du réservoir. Alimentée logiquement par ce réservoir, elle ne coule plus actuellement, sans doute pour des raisons d'économie ou de sécurité [réf. souhaitée].
Deux plaques commémoratives sont apposées au-dessus et à gauche de la fontaine. Elles rappellent la reprise du réseau d'eau par la ville en 1854.
Sur l'une est inscrit :

« Travaux des eaux d'Arcier adjugés le XII mai MDCCCL
achevés le IV septembre MDCCCLIV

C. Convers maire de Besançon »

L'autre présente le plan de l'aqueduc.